# Fußball-Landesliga Westfalen 1945/46
Die Saison 1945/46 war die erste Spielzeit der damals erstklassigen Fußball-Landesliga Westfalen. 18 Mannschaften spielten in zwei Gruppen um die Meisterschaft. Gruppensieger wurden der FC Schalke 04 und die SpVgg Erkenschwick. Ein Endspiel um die Westfalenmeisterschaft wurde von den britischen Militärbehörden untersagt. 
Die Abstiegsplätze belegten die SG Wattenscheid 09, der SSV Hagen, Arminia Bielefeld und Alemannia Dortmund. Aus den Bezirksklassen stiegen der SC Greven 09, der Hombrucher FV 09, der SV Höntrop, der TBV Mengede, der TuS Milspe und der VfL Witten auf.

## Tabellen

### Gruppe 1
| Pl. | Verein                  | Sp. | S  | U | N  | Tore    | Punkte |
| --- | ----------------------- | --- | -- | - | -- | ------- | ------ |
| 1.  | FC Schalke 04           | 16  | 13 | 2 | 1  | 060:130 | 28:40  |
| 2.  | Westfalia Herne         | 16  | 9  | 1 | 6  | 045:260 | 19:13  |
| 3.  | Alemannia Gelsenkirchen | 16  | 8  | 3 | 5  | 036:240 | 19:13  |
| 4.  | SpVgg Röhlinghausen     | 16  | 6  | 5 | 5  | 027:220 | 17:15  |
| 5.  | STV Horst-Emscher       | 16  | 7  | 2 | 7  | 039:410 | 16:16  |
| 6.  | Union Gelsenkirchen     | 16  | 5  | 5 | 6  | 017:320 | 15:17  |
| 7.  | VfL Bochum              | 16  | 6  | 1 | 9  | 034:390 | 13:19  |
| 8.  | SG Wattenscheid 09      | 16  | 3  | 3 | 10 | 016:560 | 09:23  |
| 9.  | SSV Hagen               | 16  | 3  | 2 | 11 | 018:390 | 08:24  |

### Gruppe 2
| Pl. | Verein             | Sp. | S  | U | N  | Tore    | Punkte |
| --- | ------------------ | --- | -- | - | -- | ------- | ------ |
| 1.  | SpVgg Erkenschwick | 16  | 11 | 3 | 2  | 049:210 | 25:70  |
| 2.  | Preußen Münster    | 16  | 8  | 4 | 4  | 048:350 | 20:12  |
| 3.  | VfL Altenbögge     | 16  | 8  | 4 | 4  | 025:230 | 20:12  |
| 4.  | Borussia Dortmund  | 16  | 7  | 5 | 4  | 049:330 | 19:13  |
| 5.  | SpVgg Herten       | 16  | 6  | 4 | 6  | 032:270 | 16:16  |
| 6.  | Arminia Marten     | 16  | 5  | 5 | 6  | 029:380 | 15:17  |
| 7.  | VfB 03 Bielefeld   | 16  | 6  | 3 | 7  | 028:330 | 15:17  |
| 8.  | Arminia Bielefeld  | 16  | 4  | 6 | 6  | 021:340 | 14:18  |
| 9.  | Alemannia Dortmund | 16  | 0  | 0 | 16 | 022:590 | 0:32   |

## Aufstiegsrunde zur Landesliga
Die Meister der Bezirksklassen ermittelten in sechs Dreiergruppen die Aufsteiger zur Landesliga Westfalen 1946/47. Die Gruppensieger stiegen jeweils auf.

### Gruppe 1
| Pl.               | Verein              | Sp. | S | U | N | Tore    | Quote | Punkte |
| ----------------- | ------------------- | --- | - | - | - | ------- | ----- | ------ |
| 1.                | SC Greven 09        | 4   | 3 | 1 | 0 | 012:300 | 4,00  | 07:10  |
| 2.                | TBV Lemgo           | 4   | 2 | 0 | 2 | 004:100 | 0,40  | 04:40  |
| 3.                | SSV Westfalia Ahlen | 4   | 0 | 1 | 3 | 006:900 | 0,67  | 01:70  |
| Stand: Saisonende |                     |     |   |   |   |         |       |        |

### Gruppe 2
| Pl.               | Verein        | Sp. | S | U | N | Tore    | Quote | Punkte |
| ----------------- | ------------- | --- | - | - | - | ------- | ----- | ------ |
| 1.                | TBV Mengede   | 4   | 1 | 3 | 0 | 007:400 | 1,75  | 05:30  |
| 2.                | SC Hassel     | 4   | 1 | 2 | 1 | 008:500 | 1,60  | 04:40  |
| 3.                | SC Münster 08 | 4   | 0 | 3 | 1 | 004:100 | 0,40  | 03:50  |
| Stand: Saisonende |               |     |   |   |   |         |       |        |

### Gruppe 3
| Pl.               | Verein                | Sp. | S | U | N | Tore    | Quote | Punkte |
| ----------------- | --------------------- | --- | - | - | - | ------- | ----- | ------ |
| 1.                | SuS 13 Recklinghausen | 4   | 2 | 1 | 1 | 008:300 | 2,67  | 05:30  |
| 2.                | VfL Witten            | 4   | 2 | 1 | 1 | 007:900 | 0,78  | 05:30  |
| 3.                | Erler SV 08           | 4   | 1 | 0 | 3 | 008:110 | 0,73  | 02:60  |
| Stand: Saisonende |                       |     |   |   |   |         |       |        |

Die punktgleichen Mannschaften aus Recklinghausen und Witten mussten in einem Entscheidungsspiel den Aufsteiger aus Gruppe 3 ermitteln. Gespielt wurde am 3. November 1946 in Herne. Witten setzte sich durch und stieg auf.
|            | Ergebnis |                       |
| ---------- | -------- | --------------------- |
| VfL Witten | 4:0      | SuS 13 Recklinghausen |

### Gruppe 4
| Pl.               | Verein       | Sp. | S | U | N | Tore    | Quote | Punkte |
| ----------------- | ------------ | --- | - | - | - | ------- | ----- | ------ |
| 1.                | SV Ehrenfeld | 4   | 2 | 1 | 1 | 011:700 | 1,57  | 05:30  |
| 2.                | SV Höntrop   | 4   | 2 | 1 | 1 | 009:800 | 1,13  | 05:30  |
| 3.                | VfB Börnig   | 4   | 1 | 0 | 3 | 005:100 | 0,50  | 02:60  |
| Stand: Saisonende |              |     |   |   |   |         |       |        |

### Gruppe 5
| Pl.               | Verein             | Sp. | S | U | N | Tore    | Quote | Punkte |
| ----------------- | ------------------ | --- | - | - | - | ------- | ----- | ------ |
| 1.                | FC TuRa Bergkamen  | 4   | 2 | 0 | 2 | 014:900 | 1,56  | 04:40  |
| 2.                | Hombrucher FV 09   | 4   | 2 | 0 | 2 | 007:100 | 0,70  | 04:40  |
| 3.                | Borussia Lippstadt | 4   | 2 | 0 | 2 | 004:600 | 0,67  | 04:40  |
| Stand: Saisonende |                    |     |   |   |   |         |       |        |

Die drei Mannschaften beendeten die Runde punktgleich. Es wurden Entscheidungsspiele angesetzt, über deren Modus nichts bekannt ist. Zunächst spielte Bergkamen am 24. November 1946 in Hamm gegen Lippstadt. Bergkamen gewann das Spiel und trat am 1. Dezember 1946 in Unna gegen Hombruch an. Hier gewann Hombruch das Spiel und stieg auf.
|                   | Ergebnis |                    |
| ----------------- | -------- | ------------------ |
| FC TuRa Bergkamen | 2:0      | Borussia Lippstadt |
| Hombrucher FV 09  | 5:4      | FC TuRa Bergkamen  |

### Gruppe 6
| Pl.               | Verein               | Sp. | S | U | N | Tore    | Quote | Punkte |
| ----------------- | -------------------- | --- | - | - | - | ------- | ----- | ------ |
| 1.                | TuS Milspe           | 4   | 3 | 1 | 0 | 020:600 | 3,33  | 07:10  |
| 2.                | SuS Hüsten 09        | 4   | 1 | 1 | 2 | 007:100 | 0,70  | 03:50  |
| 3.                | VfL Klafeld-Geisweid | 4   | 1 | 0 | 3 | 008:190 | 0,42  | 02:60  |
| Stand: Saisonende |                      |     |   |   |   |         |       |        |